# Гуайява
Гуайя́ва, или гуая́ва, или гойя́ба, или гуа́ва (лат. Psidium guajava) — древесное растение, вид рода Псидиум (Psidium) семейства Миртовые (Myrtaceae). Важная сельскохозяйственная культура.

## Происхождение и распространение

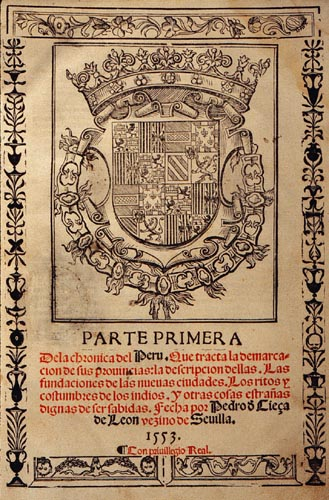
Первая часть книги «Хроника Перу», (1553).

Родина гуайявы — Южная и Центральная Америка, предположительно Перу. Во всяком случае, испанцы нашли её в Перу и Колумбии и распространили почти по всей тропической зоне. Первые упоминания о ней встречаются в книге «Хроника Перу» Сьеса де Леона 1553 года:

Кроме того, есть ананасы, гуайявы, гуавы [инга], гуанаваны [аннона], авокадо, и несколько видов смородины, имеющие вкусную кожуру, хризофиллумы [caymitos], сливы.— Сьеса де Леон, Педро. Хроника Перу. Часть Первая. Глава XXVII.
Гуайява распространена в тропических и некоторых субтропических районах Азии, Африки, Южной и Северной Америки.
Археологические раскопки, проведённые в Перу, показали, что местные жители выращивали гуаву несколько тысяч лет тому назад. Позже растение было культивировано во всех тропических и некоторых субтропических регионах мира.

## Ботаническая характеристика

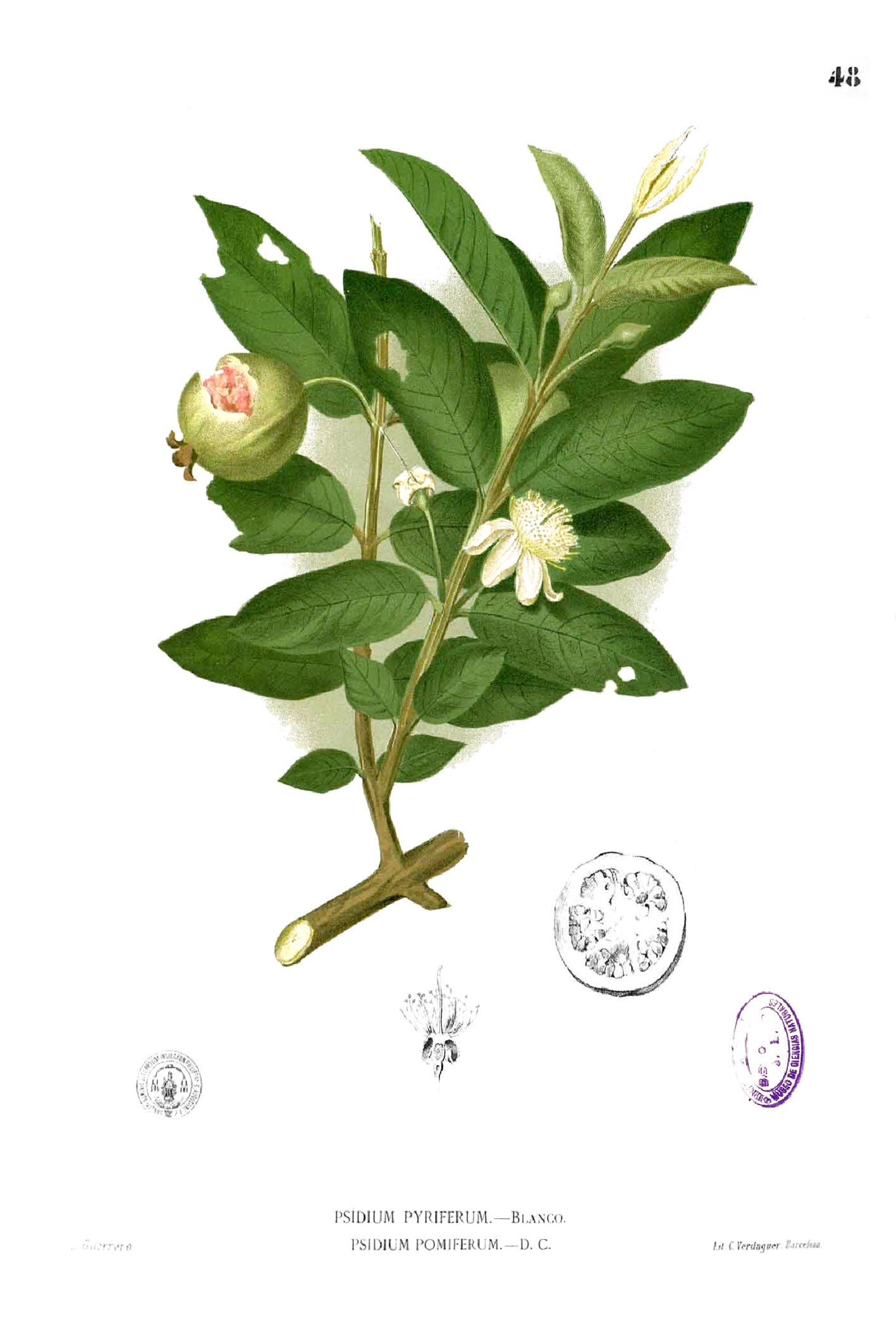

Гуайява — небольшое вечнозелёное или полулистопадное дерево, обычно высотой до 3—4 м, но иногда достигает 20 м. Широко раскидывает ветви.
Кора стволов 2—4 мм толщиной, гладкая, снаружи бледно-розовая или светло-серая, местами в трещинках.
Листья достигают 10—15 см длины (у культивируемых в Израиле сортов — примерно 6—9 см), супротивные, цельнокрайные, продолговато-яйцевидной или овальной формы, снизу слабо опушённые, сверху голые, тёмно-зелёного цвета.
Цветёт один-два раза в год. Некоторые сорта требуют перекрёстного опыления, а некоторые — самоопыляющиеся. Главными опылителями являются медоносные пчёлы. Цветки одиночные или собранные в группах в пазухах листа с четырьмя-пятью лепестками; душистые, зеленовато-белые или белые, до 2,5 см в диаметре, с многочисленными жёлтыми или зеленовато-жёлтыми тычинками.

### Плоды

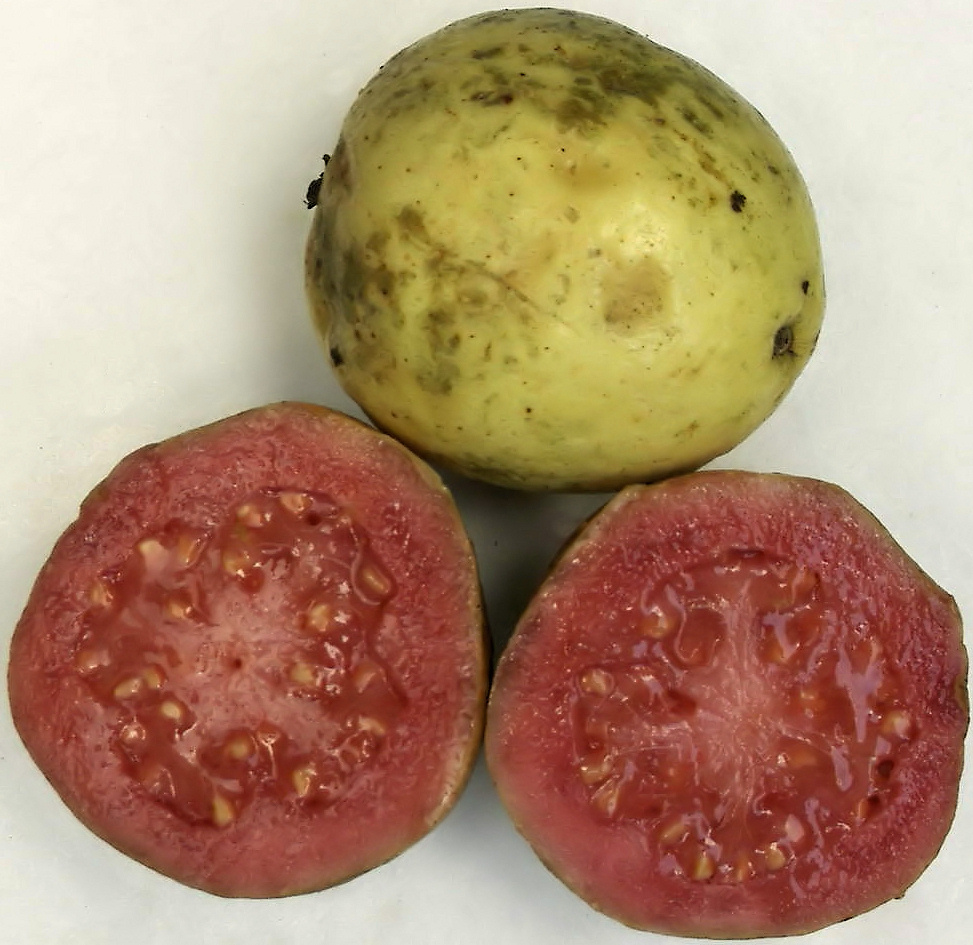
Плоды гуайявы

Гуайява даёт один главный урожай, до 100 кг с дерева, и два-четыре дополнительных, значительно меньших.
Плоды созревают через 90—150 дней после цветения. Форма, размер и другие характеристики плодов чрезвычайно изменчивы. Они бывают длиной от 4 до 15 см и имеют четыре или пять чашелистиков на вершине.
Плод обычно круглой, овальной или грушевидной формы, с приятным (иногда чересчур сильным) мускусным запахом, с желтовато-белой, ярко-жёлтой, красноватой, зеленовато-белой или зелёной тонкой кожицей. Масса плодов культурных сортов обычно от 70 до 160 г, длина плода — от 4 до 6,5 см, диаметр — 4,8-7,2 см. Мякоть растения белая, желтоватая, розовая или ярко-красная, заполнена жёсткими семенами до 3 мм длиной. Количество семян колеблется от 112 до 535 (некоторые плоды не содержат семян вообще).

## Химический состав
Во всех частях растения обнаружены сесквитерпены, таннины и лейкоцианидин. Кроме того, в корнях обнаружен б-ситостерол, кверцетин, таннин. Из листьев выделены эфирные масла, содержащие цинеол, бензальдегид, кариофиллен и другие соединения.
Наибольшей биологической активностью обладают кора побегов и незрелые плоды. В коре содержатся дигликозиды эллаговой кислоты, эллаговая кислота, лейкодельфинидин, сапонины. Химический состав коры сильно варьируется в зависимости от возраста растения. В незрелых плодах много нерастворимого оксалата кальция, растворимых солей оксалата калия и натрия, белка, каротиноидов, кверцетина, гияривина, галиковой кислоты, цианидина, эллаговой кислоты, свободного сахара (до 7,2 %) и др.
Незрелые плоды очень кислые (рН 4,0), содержат эфир гексагидроксидифеновой кислоты с арабинозой, который исчезает в зрелых плодах.